# 経立
経立（ふったち）は、日本の青森県、岩手県に存在すると言われる妖怪あるいは魔物。生物学的な常識の範囲をはるかに越える年齢を重ねたサルやニワトリといった動物が変化したものとされる。青森県では「ヘェサン」とも呼ばれる。
民俗学者・柳田國男の著書『遠野物語』の中にも、岩手県上閉伊郡栗橋村（現・釜石市）などでのサルの経立についての記述がみられる。サルの経立は体毛を松脂と砂で鎧のように固めているために銃弾も通じず、人間の女性を好んで人里から盗み去るとされている。この伝承のある地方では、「サルの経立が来る」という言い回しが子供を脅すために用いられたという。
また國學院大學説話研究会の調査による岩手県の説話では、下閉伊郡安家村（現・岩泉町）で昔、雌のニワトリが経立となり、自分の卵を人間たちに食べられることを怨んで、自分を飼っていた家で生まれた子供を次々に取り殺したという。
同じく安家村では、魚が経立となった話もある。昔ある家の娘のもとに、毎晩のように男が通って来ていたが、あまりに美男子なので周りの人々は怪しみ、化物ではないかと疑った。人々は娘に、小豆を煮た湯で男の足を洗うように言い、娘がそのようにしたところ、急に男は気分が悪くなって帰ってしまった。翌朝に娘が海辺へ行くと、大きなタラが死んでおり、あの男はタラの経立といわれたという。